# 1927 Suvanto
1927 Suvanto è un asteroide della fascia principale. Scoperto nel 1936, presenta un'orbita caratterizzata da un semiasse maggiore pari a 2,6511696 UA e da un'eccentricità di 0,1463808, inclinata di 13,37152° rispetto all'eclittica.
L'asteroide è stato dedicato, postumo, allo scopritore.